# Evangelische Pfadfinderschaft Europas
L'Evangelische Pfadfinderschaft Europas (EPE) è un'associazione scout tedesca protestante, nata nel 1977. A partire dal 1980 appartiene all'Unione Internazionale delle Guide e Scouts d'Europa - Federazione dello Scautismo Europeo (FSE), affiancandosi all'altra associazione tedesca cattolica appartenente alla FSE, la Katholische Pfadfinderschaft Europas.
L'associazione è presente ad Hassen (Mittelhessen e Taunus) e in Renania settentrionale - Vestfalia. Nel 2002 l'associazione ha festeggiato il 25º anniversario con un evento intitolato "25 anni - Un buon inizio".

## Metodologia
Il metodo scout sviluppato dall'EPE prevede la suddivisione in base a sesso ed età:
- Wölfinge, Wölflingsmädchen - dai 7 agli 11 anni
- Scout - dai 12 ai 17 anni
- Raider - da 17 a 19 anni
- Rover - da 19 anni